# Carl Abegg-Arter

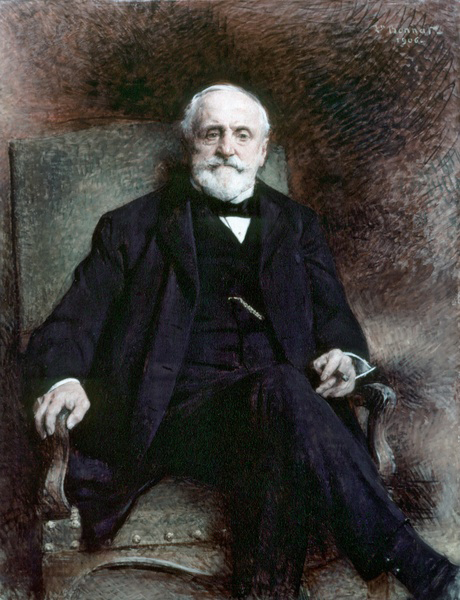
Léon Bonnat: Bildnis Carl Abegg-Arter, 1906, Öl auf Leinwand

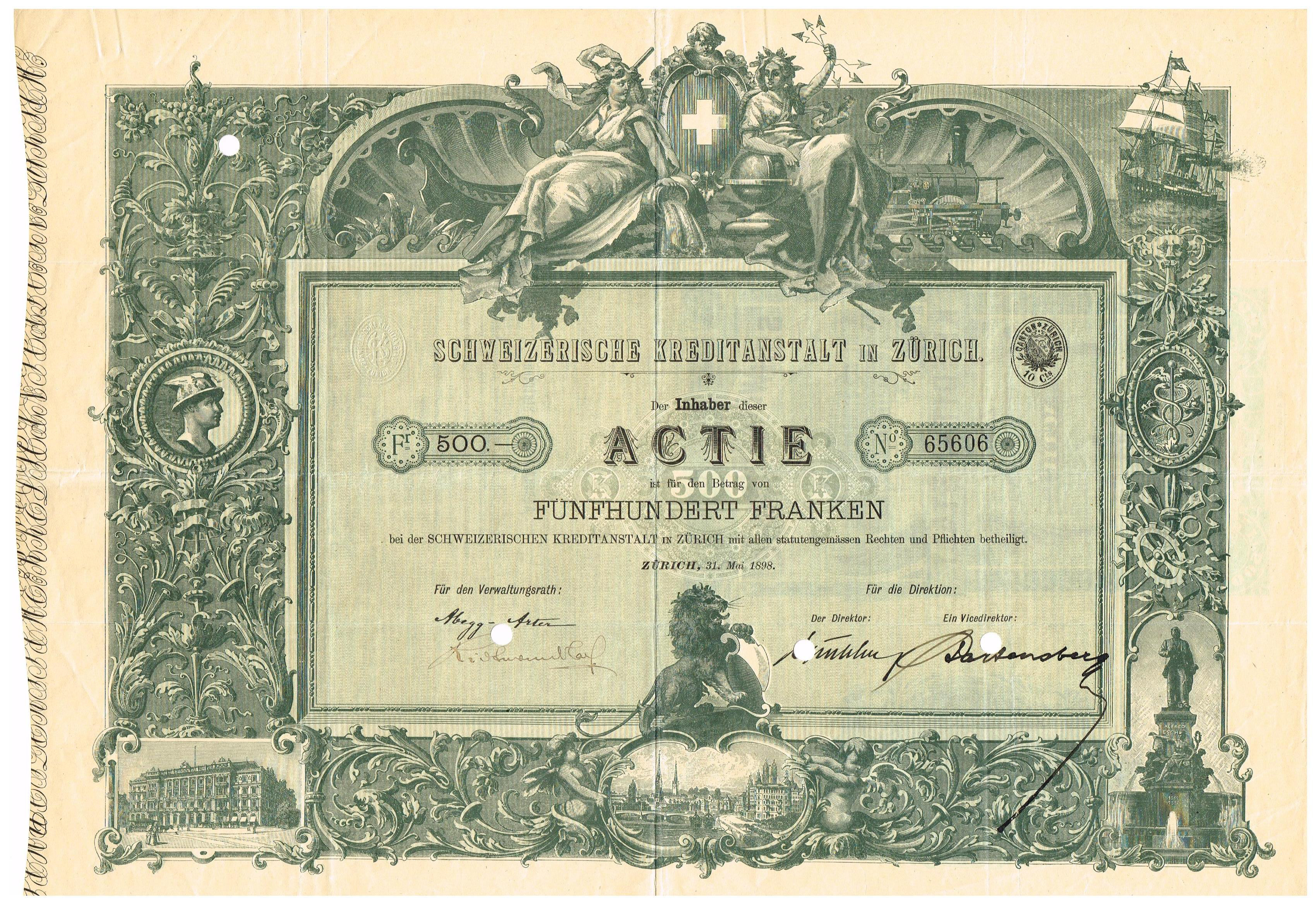
Aktie der SKA vom 31. Mai 1898 über 500 Franken mit Unterschrift von Carl Abegg-Arter als Verwaltungsrat

Carl Abegg-Arter (* 10. April 1836 in Küsnacht; † 23. August 1912 in Zürich; auch Karl Abegg-Arter) war ein Schweizer Rohseidenhändler und Bankier. Er war der Vater der Textilfabrikanten August und Carl Abegg. 

## Leben und Werk
Carl Abegg war ein Sohn des Tuchhändlers Hans Kaspar Abegg, nebenamtlicher Weinbauer und Gemeindeammann, und der Anna Regula Abegg, geborene Bleuler. Er besuchte die Industrieschule Zürich. 1852 schickten ihn seine Eltern für drei Jahre zur Seidenfirma von Heinrich Fierz-Etzweiler in Mailand, um dort das Seidengeschäft zu erlernen. Anschliessend arbeitete Carl Abegg 1856–1861 in der Seidenfabrik von Salomon Rütschi in Hottingen. Mit 21 Jahren ging er als deren Interessenvertreter nach New York. Abegg-Arter ist ein sogenannter Allianzname, erlangt 1859 durch Heirat mit Emma Arter aus Hottingen. Ihr Vater war Seidenfabrikant. 1861 war er Mitbegründer und bis 1884 Mitbesitzer der Firma Rübel & Abegg, Seiden-, Bank- und Effektengeschäft in Zürich.
Carl Abegg-Arter beteiligte sich an der von seinem Sohn Carl gegründeten Firma Abegg & Co. Er war der Schwiegervater des Bankiers und Unternehmers Wilhelm Caspar Escher. Daneben wirkte er seit 1868 im Verwaltungsrat und von 1883 bis 1911 als Präsident der Schweizerischen Kreditanstalt (SKA). Er war Mitbegründer der Schweiz Transport-Versicherungs-Gesellschaft, der Zürich Versicherungs-Gesellschaft, der Bank für Orientalische Eisenbahnen und der Bank für elektrische Unternehmungen. Zeitweise gehörte er der Verwaltung der Eisenbahn-Gesellschaft Saloniki-Monastir, der Bagdadbahn, der Gotthardbahn, der Deutsch-Überseeischen Elektrizitäts-Gesellschaft, der Compañía Barcelonesa de Electricidad und der Schweizerisch-Argentinischen Hypothekenbank an. Er führte das Präsidium des Aufsichtsrats des Elektrizitätswerk Strassberg und war Vizepräsident des Verwaltungsrats der Banca Commerciale Italiana. Er war langjähriges Mitglied des Zürcher Handelsgerichts und ein Förderer von Kultur- und Humanitätsbestrebungen, speziell der Universität Zürich.

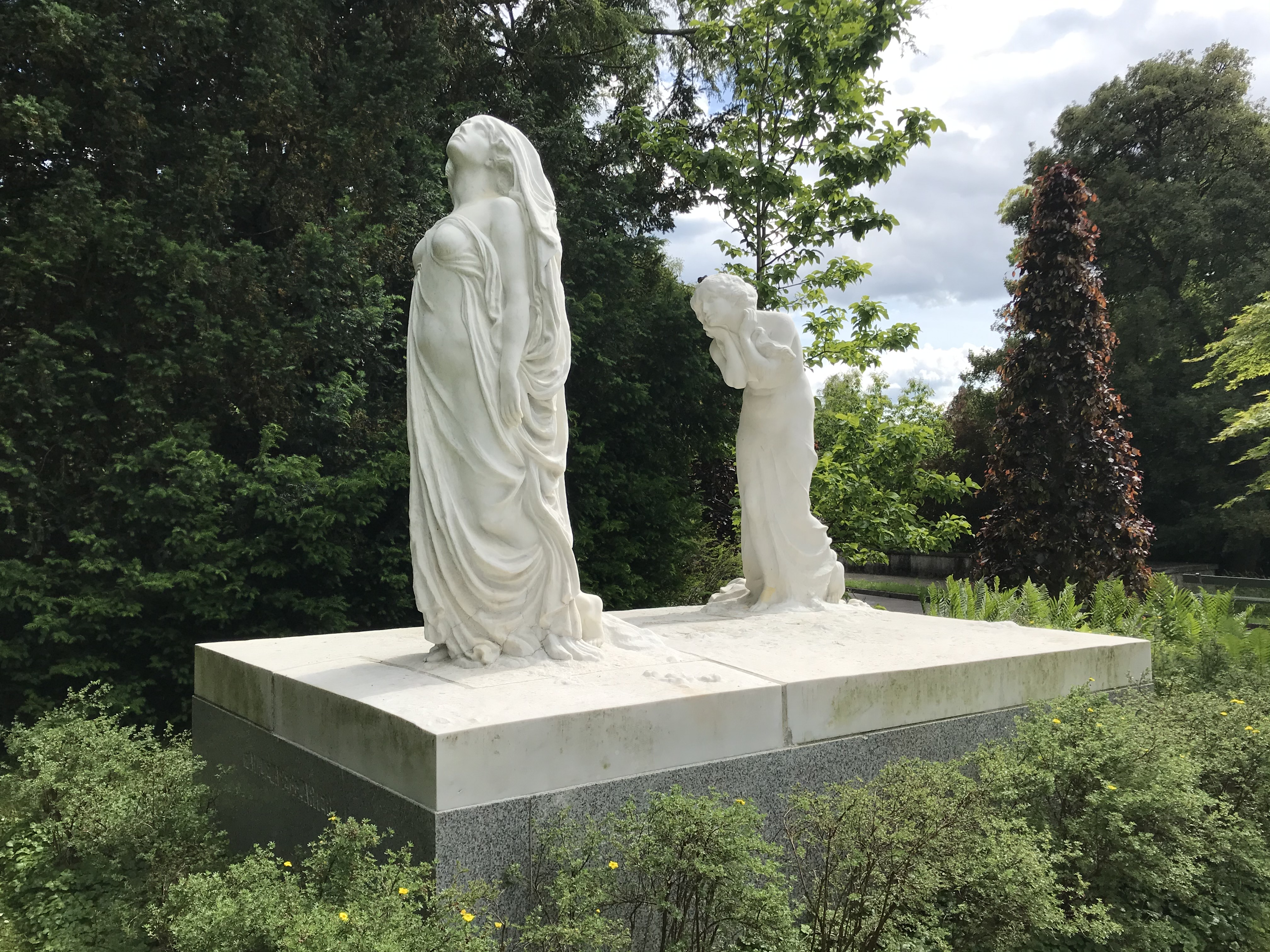
Familiengrab Abegg-Arter des Bildhauers Leonardo Bistolfi auf dem Friedhof Enzenbühl in Zürich

Carl Abegg fand seine letzte Ruhestätte auf dem Friedhof Enzenbühl in Zürich. Das vom italienischen Bildhauer Leonardo Bistolfi gestaltete Grab der Familie Abegg-Arter steht wegen seinem künstlerischen Wert seit 2004 unter Denkmalschutz.